# Tercera División de España 1965-66
La temporada 1965–66 de la Tercera División de España de fútbol corresponde a la 29ª edición del campeonato y se disputó entre el 5 de septiembre de 1965 y el 29 de junio de 1966.

## Sistema de competición
La Tercera División de España 1965-66 fue organizada por la Federación Española de Fútbol (RFEF).
El campeonato contó con la participación de 222 clubes divididos en quince grupos. La competición siguió un sistema de liga, de modo que los equipos de cada grupo se enfrentaron entre sí, todos contra todos en dos ocasiones -una en campo propio y otra en campo contrario- sumando un total de treinta jornadas. El orden de los encuentros se decidió por sorteo antes de empezar la competición.
Se estableció una clasificación con arreglo a los puntos obtenidos en cada enfrentamiento, a razón de dos por partido ganado, uno por empatado y ninguno en caso de derrota. En caso de empate a puntos entre dos o más clubes en la clasificación, se tuvo en cuenta el mayor cociente de goles. 
Los primeros clasificados de cada grupo disputaron la Fase de Ascenso en sistema de eliminatorias a doble partido a partir de octavos de final. Los cuatro vencedores de los cuartos de final ascendieron a Segunda División.
Los segundos clasificados de cada grupo disputaron la Promoción de Ascenso en sistema de eliminatorias a doble partido a partir de octavos de final. Los cuatro vencedores de los cuartos de final se enfrentaron en otra eliminatoria a los decimoterceros y decimocuartos clasificados de los dos grupos de Segunda División para decidir ascenso o permanencia según el caso.
Hubo una excepción en el grupo catalán, los dos grupos históricos catalanes permanecían intactos pero jugaban en un único grupo con mayor número de equipos que el resto. Los dos primeros clasificados disputaron la Fase de Ascenso, mientras que el tercer y cuarto clasificado jugaban la Promoción de Ascenso.
En todos los grupos hubo descensos directos a categoría regional.

## Clasificaciones

### Grupo I
| Pos. | Equipo           | Pts. | PJ | G  | E  | P  | GF  | GC | Dif. | Clasificación                                            |
| ---- | ---------------- | ---- | -- | -- | -- | -- | --- | -- | ---- | -------------------------------------------------------- |
| 1    | Club Ferrol      | 55   | 30 | 26 | 3  | 1  | 111 | 15 | +96  | Acceso a Promoción de ascenso para campeones de grupo    |
| 2    | C. D. Orense     | 52   | 30 | 23 | 6  | 1  | 79  | 15 | +64  | Acceso a Promoción de ascenso para subcampeones de grupo |
| 3    | S. D. Compostela | 39   | 30 | 17 | 5  | 8  | 59  | 42 | +17  |                                                          |
| 4    | C. D. Lugo       | 39   | 30 | 15 | 9  | 6  | 75  | 36 | +39  |                                                          |
| 5    | A. D. Couto      | 38   | 30 | 16 | 6  | 8  | 53  | 41 | +12  |                                                          |
| 6    | Fabril Deportivo | 36   | 30 | 14 | 8  | 8  | 66  | 36 | +30  |                                                          |
| 7    | Arosa S. C.      | 26   | 30 | 9  | 8  | 13 | 30  | 43 | −13  |                                                          |
| 8    | Rápido de Bouzas | 23   | 30 | 7  | 9  | 14 | 40  | 65 | −25  |                                                          |
| 9    | Turista S. C.    | 23   | 30 | 7  | 9  | 14 | 49  | 61 | −12  |                                                          |
| 10   | Club Lemos       | 23   | 30 | 9  | 5  | 16 | 39  | 59 | −20  |                                                          |
| 11   | C. D. Arenteiro  | 22   | 30 | 8  | 6  | 16 | 36  | 60 | −24  |                                                          |
| 12   | Alondras C. F.   | 22   | 30 | 7  | 8  | 15 | 33  | 62 | −29  |                                                          |
| 13   | Corujo C. F.     | 22   | 30 | 6  | 10 | 14 | 39  | 72 | −33  |                                                          |
| 14   | Club Gran Peña   | 21   | 30 | 8  | 5  | 17 | 35  | 74 | −39  |                                                          |
| 15   | Brigantium C. F. | 21   | 30 | 9  | 3  | 18 | 34  | 67 | −33  |                                                          |
| 16   | C. D. Choco (D)  | 18   | 30 | 5  | 8  | 17 | 29  | 59 | −30  | Descenso a Categoría Regional                            |

 Fuente: Fútbol Regional
Notas:
1. ↑  Para la siguiente temporada la A. D. Couto cambió su nombre a Atlético Orense.

### Grupo II
| Pos. | Equipo             | Pts. | PJ | G  | E  | P  | GF | GC | Dif. | Clasificación                                            |
| ---- | ------------------ | ---- | -- | -- | -- | -- | -- | -- | ---- | -------------------------------------------------------- |
| 1    | C. D. Praviano     | 52   | 30 | 24 | 4  | 2  | 70 | 20 | +50  | Acceso a Promoción de ascenso para campeones de grupo    |
| 2    | Real Avilés C. F.  | 46   | 30 | 21 | 4  | 5  | 79 | 23 | +56  | Acceso a Promoción de ascenso para subcampeones de grupo |
| 3    | Caudal Deportivo   | 42   | 30 | 17 | 8  | 5  | 62 | 36 | +26  |                                                          |
| 4    | Candás C. F.       | 39   | 30 | 15 | 9  | 6  | 47 | 26 | +21  |                                                          |
| 5    | C. D. Ensidesa     | 36   | 30 | 13 | 10 | 7  | 49 | 30 | +19  |                                                          |
| 6    | S. D. La Camocha   | 35   | 30 | 13 | 9  | 8  | 57 | 37 | +20  |                                                          |
| 7    | S. D. Vetusta      | 34   | 30 | 13 | 8  | 9  | 74 | 45 | +29  |                                                          |
| 8    | C. D. San Martín   | 31   | 30 | 13 | 5  | 12 | 50 | 54 | −4   |                                                          |
| 9    | Luarca C. F.       | 27   | 30 | 11 | 5  | 14 | 32 | 51 | −19  |                                                          |
| 10   | Pelayo C. F.       | 25   | 30 | 7  | 11 | 12 | 37 | 50 | −13  |                                                          |
| 11   | Club Calzada       | 24   | 30 | 10 | 4  | 16 | 46 | 55 | −9   |                                                          |
| 12   | Santa Marina C. F. | 23   | 30 | 8  | 7  | 15 | 30 | 55 | −25  |                                                          |
| 13   | Club Siero         | 23   | 30 | 7  | 9  | 14 | 30 | 54 | −24  |                                                          |
| 14   | C. D. Turón        | 18   | 30 | 7  | 4  | 19 | 35 | 67 | −32  |                                                          |
| 15   | C. D. Lieres (D)   | 13   | 30 | 5  | 3  | 22 | 32 | 82 | −50  | Descenso a Categoría Regional                            |
| 16   | U. C. Ceares (D)   | 12   | 30 | 3  | 6  | 21 | 36 | 81 | −45  | Descenso a Categoría Regional                            |

 Fuente: Fútbol Regional

### Grupo III
| Pos. | Equipo                    | Pts. | PJ | G  | E  | P  | GF | GC | Dif. | Clasificación                                            |
| ---- | ------------------------- | ---- | -- | -- | -- | -- | -- | -- | ---- | -------------------------------------------------------- |
| 1    | Gimnástica de Torrelavega | 44   | 30 | 18 | 8  | 4  | 61 | 31 | +30  | Acceso a Promoción de ascenso para campeones de grupo    |
| 2    | S. D. Rayo Cantabria      | 42   | 30 | 17 | 8  | 5  | 54 | 27 | +27  | Acceso a Promoción de ascenso para subcampeones de grupo |
| 3    | S. D. Amorebieta          | 36   | 30 | 15 | 6  | 9  | 51 | 33 | +18  |                                                          |
| 4    | Club Sestao               | 36   | 30 | 15 | 6  | 9  | 52 | 37 | +15  |                                                          |
| 5    | C. D. Basconia            | 35   | 30 | 15 | 5  | 10 | 57 | 41 | +16  |                                                          |
| 6    | C. D. Laredo              | 29   | 30 | 10 | 9  | 11 | 35 | 54 | −19  |                                                          |
| 7    | C. D. Santurce            | 29   | 30 | 10 | 9  | 11 | 40 | 37 | +3   |                                                          |
| 8    | S. D. Unión Club          | 29   | 30 | 11 | 7  | 12 | 29 | 45 | −16  |                                                          |
| 9    | Arenas Club               | 28   | 30 | 11 | 6  | 13 | 49 | 45 | +4   |                                                          |
| 10   | S. D. Barreda Balompié    | 27   | 30 | 6  | 15 | 9  | 37 | 40 | −3   |                                                          |
| 11   | Club Erandio              | 27   | 30 | 11 | 5  | 14 | 38 | 46 | −8   |                                                          |
| 12   | C. D. Galdácano           | 27   | 30 | 11 | 5  | 14 | 42 | 48 | −6   |                                                          |
| 13   | Club Portugalete (D)      | 26   | 30 | 10 | 6  | 14 | 35 | 33 | +2   | Descenso a Categoría Regional                            |
| 14   | C. D. Guecho (D)          | 26   | 30 | 11 | 4  | 15 | 43 | 44 | −1   | Descenso a Categoría Regional                            |
| 15   | U. S. San Vicente (D)     | 21   | 30 | 7  | 7  | 16 | 44 | 76 | −32  | Descenso a Categoría Regional                            |
| 16   | Cultural Guarnizo (D)     | 18   | 30 | 6  | 6  | 18 | 38 | 68 | −30  | Descenso a Categoría Regional                            |

 Fuente: Fútbol Regional

### Grupo IV
| Pos. | Equipo                | Pts. | PJ | G  | E  | P  | GF | GC | Dif. | Clasificación                                            |
| ---- | --------------------- | ---- | -- | -- | -- | -- | -- | -- | ---- | -------------------------------------------------------- |
| 1    | C. D. Logroñés        | 44   | 30 | 19 | 6  | 5  | 62 | 34 | +28  | Acceso a Promoción de ascenso para campeones de grupo    |
| 2    | S. D. Eibar           | 41   | 30 | 18 | 5  | 7  | 67 | 28 | +39  | Acceso a Promoción de ascenso para subcampeones de grupo |
| 3    | Deportivo Alavés      | 39   | 30 | 14 | 11 | 5  | 64 | 40 | +24  |                                                          |
| 4    | J. D. Mondragón       | 33   | 30 | 12 | 9  | 9  | 49 | 43 | +6   |                                                          |
| 5    | C. D. Motrico         | 31   | 30 | 12 | 7  | 11 | 56 | 44 | +12  |                                                          |
| 6    | C. D. Calahorra       | 30   | 30 | 13 | 4  | 13 | 52 | 62 | −10  |                                                          |
| 7    | Real Unión de Irún    | 29   | 30 | 13 | 3  | 14 | 42 | 35 | +7   |                                                          |
| 8    | C. Osasuna-Chantrea   | 29   | 30 | 12 | 5  | 13 | 49 | 53 | −4   |                                                          |
| 9    | San Sebastián C. F.   | 29   | 30 | 12 | 5  | 13 | 67 | 69 | −2   |                                                          |
| 10   | C. D. Touring         | 28   | 30 | 12 | 4  | 14 | 52 | 53 | −1   |                                                          |
| 11   | C. D. Oberena         | 27   | 30 | 11 | 5  | 14 | 46 | 57 | −11  |                                                          |
| 12   | C. D. Alfaro          | 27   | 30 | 10 | 7  | 13 | 48 | 60 | −12  |                                                          |
| 13   | Haro Deportivo        | 25   | 30 | 10 | 5  | 15 | 43 | 64 | −21  | Acceso a Promoción de permanencia                        |
| 14   | S. D. Euskalduna      | 23   | 30 | 8  | 7  | 15 | 36 | 49 | −13  | Acceso a Promoción de permanencia                        |
| 15   | C. D. Mirandés (D)    | 23   | 30 | 10 | 3  | 17 | 40 | 63 | −23  | Descenso a Categoría Regional                            |
| 16   | Villafranca U. C. (D) | 22   | 30 | 5  | 12 | 13 | 37 | 56 | −19  | Descenso a Categoría Regional                            |

 Fuente: Fútbol Regional

### Grupo V
| Pos. | Equipo                     | Pts. | PJ | G  | E | P  | GF | GC | Dif. | Clasificación                                            |
| ---- | -------------------------- | ---- | -- | -- | - | -- | -- | -- | ---- | -------------------------------------------------------- |
| 1    | C. D. Numancia             | 45   | 28 | 21 | 3 | 4  | 82 | 22 | +60  | Acceso a Promoción de ascenso para campeones de grupo    |
| 2    | C. D. Calvo Sotelo Andorra | 43   | 28 | 18 | 7 | 3  | 70 | 21 | +49  | Acceso a Promoción de ascenso para subcampeones de grupo |
| 3    | S. D. Huesca               | 39   | 28 | 17 | 5 | 6  | 73 | 22 | +51  |                                                          |
| 4    | C. D. Teruel               | 37   | 28 | 14 | 9 | 5  | 47 | 31 | +16  |                                                          |
| 5    | U. D. Barbastro            | 35   | 28 | 17 | 1 | 10 | 49 | 40 | +9   |                                                          |
| 6    | C.D. Calvo Sotelo Escatrón | 32   | 28 | 14 | 4 | 10 | 40 | 41 | −1   |                                                          |
| 7    | Atlético de Monzón         | 31   | 28 | 12 | 7 | 9  | 52 | 42 | +10  |                                                          |
| 8    | C. D. Ejea                 | 24   | 28 | 8  | 8 | 12 | 44 | 53 | −9   |                                                          |
| 9    | Arenas S. D.               | 23   | 28 | 8  | 7 | 13 | 35 | 48 | −13  |                                                          |
| 10   | Utebo C. F.                | 23   | 28 | 8  | 7 | 13 | 35 | 52 | −17  |                                                          |
| 11   | Juvenil Jacetano           | 23   | 28 | 9  | 5 | 14 | 47 | 60 | −13  |                                                          |
| 12   | C. D. Mequinenza           | 22   | 28 | 8  | 6 | 14 | 51 | 65 | −14  |                                                          |
| 13   | C. F. Renfe                | 18   | 28 | 8  | 2 | 18 | 30 | 69 | −39  |                                                          |
| 14   | C. D. Caspe                | 16   | 28 | 7  | 2 | 19 | 27 | 67 | −40  |                                                          |
| 15   | C. D. Aragón               | 9    | 28 | 2  | 5 | 21 | 20 | 69 | −49  |                                                          |
| 16   | Alcañiz C. F. (D)          | 0    | 0  | 0  | 0 | 0  | 0  | 0  | 0    | Descenso a Categoría Regional                            |

 Fuente: Fútbol Regional
Notas:
1. ↑  Para la siguiente temporada temporada el C. D. Aragón cambió su nombre a Aragón Club de Fútbol
2. ↑  El Alcañiz C. F. se retiró de la competición, todos sus resultados fueron anulados.

### Grupos VI-VII
| Pos. | Equipo                       | Pts. | PJ | G  | E  | P  | GF | GC | Dif. | Clasificación                                            |
| ---- | ---------------------------- | ---- | -- | -- | -- | -- | -- | -- | ---- | -------------------------------------------------------- |
| 1    | Gimnástico de Tarragona      | 53   | 38 | 23 | 7  | 8  | 69 | 29 | +40  | Acceso a Promoción de ascenso para campeones de grupo    |
| 2    | U. D. Sans                   | 48   | 38 | 19 | 10 | 9  | 75 | 48 | +27  | Acceso a Promoción de ascenso para campeones de grupo    |
| 3    | U. D. Olot                   | 48   | 38 | 19 | 10 | 9  | 65 | 37 | +28  | Acceso a Promoción de ascenso para subcampeones de grupo |
| 4    | C. D. Tarrasa                | 46   | 38 | 20 | 6  | 12 | 60 | 45 | +15  | Acceso a Promoción de ascenso para subcampeones de grupo |
| 5    | C. D. San Andrés             | 41   | 38 | 16 | 9  | 13 | 59 | 49 | +10  |                                                          |
| 6    | C. D. Granollers             | 40   | 38 | 17 | 6  | 15 | 55 | 54 | +1   |                                                          |
| 7    | C. F. Balaguer               | 39   | 38 | 15 | 9  | 14 | 46 | 48 | −2   |                                                          |
| 8    | C. F. Villanueva y la Geltrú | 38   | 38 | 14 | 10 | 14 | 68 | 69 | −1   |                                                          |
| 9    | C. D. Mataró                 | 38   | 38 | 17 | 4  | 17 | 58 | 50 | +8   |                                                          |
| 10   | C. D. Tortosa                | 38   | 38 | 15 | 8  | 15 | 66 | 59 | +7   |                                                          |
| 11   | Gerona C. F.                 | 38   | 38 | 14 | 10 | 14 | 52 | 48 | +4   |                                                          |
| 12   | U. D. Figueras               | 36   | 38 | 14 | 8  | 16 | 53 | 61 | −8   |                                                          |
| 13   | U. D. Vich                   | 36   | 38 | 15 | 6  | 17 | 54 | 61 | −7   |                                                          |
| 14   | C. F. Calella                | 36   | 38 | 14 | 8  | 16 | 48 | 68 | −20  |                                                          |
| 15   | C. D. Manresa                | 35   | 38 | 12 | 11 | 15 | 51 | 50 | +1   |                                                          |
| 16   | Atlético Cataluña C. F.      | 35   | 38 | 13 | 9  | 16 | 53 | 64 | −11  |                                                          |
| 17   | C. D. Júpiter (D)            | 34   | 38 | 12 | 10 | 16 | 51 | 70 | −19  | Descenso a Categoría Regional                            |
| 18   | C. F. Reus Deportivo         | 33   | 38 | 14 | 5  | 19 | 64 | 63 | +1   |                                                          |
| 19   | C. F. Gavá (D)               | 27   | 38 | 10 | 7  | 21 | 55 | 83 | −28  | Descenso a Categoría Regional                            |
| 20   | C. D. Puigreig (D)           | 21   | 38 | 6  | 9  | 23 | 40 | 86 | −46  | Descenso a Categoría Regional                            |

 Fuente: Fútbol Regional
Notas:
1. ↑  El C. D. Júpiter superó la fase de permanencia pero fue descendido para compensar el número de equipos participantes tras el descenso del C. D. Hospitalet desde la Segunda División, ya que ningún equipo del grupo catalán de Tercera logró la promoción a la categoría superior.

### Grupo VIII
| Pos. | Equipo                   | Pts. | PJ | G  | E | P  | GF | GC | Dif. | Clasificación                                            |
| ---- | ------------------------ | ---- | -- | -- | - | -- | -- | -- | ---- | -------------------------------------------------------- |
| 1    | U. D. Mahón              | 31   | 18 | 15 | 1 | 2  | 46 | 5  | +41  | Acceso a Promoción de ascenso para campeones de grupo    |
| 2    | C. D. Atlético Baleares  | 26   | 18 | 13 | 0 | 5  | 41 | 12 | +29  | Acceso a Promoción de ascenso para subcampeones de grupo |
| 3    | C. D. Menorca            | 23   | 18 | 10 | 3 | 5  | 31 | 15 | +16  |                                                          |
| 4    | C. F. Palma              | 22   | 18 | 10 | 2 | 6  | 28 | 18 | +10  |                                                          |
| 5    | C. D. Soledad            | 17   | 18 | 7  | 3 | 8  | 25 | 28 | −3   |                                                          |
| 6    | S. D. Ibiza              | 16   | 18 | 7  | 2 | 9  | 19 | 30 | −11  |                                                          |
| 7    | C. D. Manacor            | 14   | 18 | 6  | 2 | 10 | 24 | 40 | −16  |                                                          |
| 8    | C. D. Atlético Ciudadela | 13   | 18 | 3  | 7 | 8  | 11 | 24 | −13  |                                                          |
| 9    | C. D. Alayor             | 10   | 18 | 2  | 6 | 10 | 11 | 33 | −22  |                                                          |
| 10   | U. D. Poblense           | 8    | 18 | 2  | 4 | 12 | 14 | 45 | −31  |                                                          |

 Fuente: Fútbol Regional

### Grupo IX
| Pos. | Equipo                   | Pts. | PJ | G  | E | P  | GF | GC | Dif. | Clasificación                                            |
| ---- | ------------------------ | ---- | -- | -- | - | -- | -- | -- | ---- | -------------------------------------------------------- |
| 1    | C. D. Castellón          | 52   | 34 | 22 | 8 | 4  | 83 | 28 | +55  | Acceso a Promoción de ascenso para campeones de grupo    |
| 2    | Onteniente C. F.         | 45   | 34 | 21 | 3 | 10 | 67 | 39 | +28  | Acceso a Promoción de ascenso para subcampeones de grupo |
| 3    | C. F. Gandía             | 44   | 34 | 18 | 8 | 8  | 73 | 31 | +42  |                                                          |
| 4    | C. D. Burriana           | 41   | 34 | 16 | 9 | 9  | 68 | 45 | +23  |                                                          |
| 5    | C. D. Acero              | 41   | 24 | 20 | 1 | 3  | 69 | 48 | +21  |                                                          |
| 6    | C. D. Alcoyano           | 39   | 34 | 15 | 9 | 10 | 59 | 49 | +10  |                                                          |
| 7    | U. D. Carcagente         | 38   | 34 | 17 | 4 | 13 | 57 | 43 | +14  |                                                          |
| 8    | Atlético Levante         | 34   | 34 | 13 | 8 | 13 | 51 | 51 | 0    |                                                          |
| 9    | S. D. Sueca              | 31   | 34 | 12 | 7 | 15 | 49 | 60 | −11  |                                                          |
| 10   | S. C. Requena            | 31   | 34 | 13 | 5 | 16 | 51 | 60 | −9   |                                                          |
| 11   | Atlético Saguntino       | 30   | 34 | 12 | 6 | 16 | 44 | 64 | −20  |                                                          |
| 12   | C. D. Buñol              | 29   | 34 | 11 | 7 | 16 | 44 | 65 | −21  |                                                          |
| 13   | C. D. Onda               | 28   | 34 | 10 | 8 | 16 | 35 | 52 | −17  |                                                          |
| 14   | Torrente C. F.           | 28   | 34 | 11 | 6 | 17 | 43 | 56 | −13  |                                                          |
| 15   | C. D. Benicarló          | 28   | 34 | 10 | 8 | 16 | 45 | 67 | −22  |                                                          |
| 16   | C. D. Olímpico de Játiva | 27   | 34 | 11 | 5 | 18 | 39 | 54 | −15  |                                                          |
| 17   | U. D. Oliva              | 27   | 34 | 13 | 1 | 20 | 51 | 72 | −21  |                                                          |
| 18   | U. D. Alcira (D)         | 19   | 34 | 8  | 3 | 23 | 41 | 85 | −44  | Descenso a Categoría Regional                            |

 Fuente: Fútbol Regional

### Grupo X
| Pos. | Equipo                   | Pts. | PJ | G  | E | P  | GF | GC | Dif. | Clasificación                                            |
| ---- | ------------------------ | ---- | -- | -- | - | -- | -- | -- | ---- | -------------------------------------------------------- |
| 1    | C. D. Eldense            | 50   | 30 | 23 | 4 | 3  | 76 | 17 | +59  | Acceso a Promoción de ascenso para campeones de grupo    |
| 2    | C. D. Cartagena          | 48   | 30 | 21 | 6 | 3  | 64 | 23 | +41  | Acceso a Promoción de ascenso para subcampeones de grupo |
| 3    | Albacete Balompié        | 42   | 30 | 18 | 6 | 6  | 47 | 33 | +14  |                                                          |
| 4    | Alicante C. F.           | 35   | 30 | 15 | 5 | 10 | 65 | 48 | +17  |                                                          |
| 5    | Águilas C. F.            | 34   | 30 | 16 | 2 | 12 | 49 | 37 | +12  |                                                          |
| 6    | Imperial C. F.           | 33   | 30 | 14 | 5 | 11 | 67 | 47 | +20  |                                                          |
| 7    | Rayo Ibense C. F.        | 32   | 30 | 12 | 8 | 10 | 60 | 48 | +12  |                                                          |
| 8    | Jumilla C. F.            | 27   | 30 | 10 | 7 | 13 | 48 | 56 | −8   |                                                          |
| 9    | Atlético Cartagena       | 27   | 30 | 11 | 5 | 14 | 49 | 61 | −12  |                                                          |
| 10   | Orihuela Deportiva C. F. | 26   | 30 | 10 | 6 | 14 | 40 | 43 | −3   |                                                          |
| 11   | Novelda C. F.            | 25   | 30 | 9  | 7 | 14 | 46 | 50 | −4   |                                                          |
| 12   | Cieza C. F.              | 24   | 30 | 8  | 8 | 14 | 25 | 56 | −31  |                                                          |
| 13   | C. D. Ilicitano          | 22   | 30 | 8  | 6 | 16 | 45 | 60 | −15  |                                                          |
| 14   | C. D. La Roda            | 22   | 30 | 7  | 8 | 15 | 30 | 66 | −36  |                                                          |
| 15   | C. D. Abarán (D)         | 16   | 30 | 6  | 7 | 17 | 33 | 54 | −21  | Descenso a Categoría Regional                            |
| 16   | C. D. Lorca (D)          | 14   | 30 | 5  | 4 | 21 | 31 | 76 | −45  | Descenso a Categoría Regional                            |

 Fuente: Fútbol Regional

### Grupo XI
| Pos. | Equipo                         | Pts. | PJ | G  | E | P  | GF | GC | Dif. | Clasificación                                            |
| ---- | ------------------------------ | ---- | -- | -- | - | -- | -- | -- | ---- | -------------------------------------------------------- |
| 1    | R. B. Linense                  | 41   | 28 | 19 | 3 | 6  | 45 | 21 | +24  | Acceso a Promoción de ascenso para campeones de grupo    |
| 2    | Atlético Marbella              | 38   | 28 | 16 | 6 | 6  | 56 | 31 | +25  | Acceso a Promoción de ascenso para subcampeones de grupo |
| 3    | C. D. Almería                  | 36   | 28 | 15 | 6 | 7  | 46 | 27 | +19  |                                                          |
| 4    | Atlético Malagueño             | 36   | 28 | 14 | 8 | 6  | 52 | 26 | +26  |                                                          |
| 5    | Real Jáen C. F.                | 33   | 28 | 13 | 7 | 8  | 37 | 27 | +10  |                                                          |
| 6    | C. D. Iliturgi                 | 30   | 28 | 14 | 2 | 12 | 45 | 37 | +8   |                                                          |
| 7    | Adra C. F.                     | 29   | 28 | 13 | 3 | 12 | 34 | 39 | −5   |                                                          |
| 8    | Atlético Algeciras             | 28   | 28 | 13 | 2 | 13 | 39 | 38 | +1   |                                                          |
| 9    | Recreativo Granada             | 28   | 28 | 11 | 6 | 11 | 44 | 49 | −5   |                                                          |
| 10   | C. D. Fuengirola               | 24   | 28 | 9  | 6 | 13 | 35 | 42 | −7   |                                                          |
| 11   | Juventud de Torremolinos C. F. | 23   | 28 | 10 | 3 | 15 | 34 | 45 | −11  |                                                          |
| 12   | Santana Linares C. F.          | 22   | 28 | 8  | 6 | 14 | 32 | 48 | −16  |                                                          |
| 13   | Imperio de Ceuta S. D.         | 19   | 28 | 6  | 7 | 15 | 31 | 55 | −24  |                                                          |
| 14   | Antequera C. F. (D)            | 16   | 28 | 9  | 1 | 18 | 20 | 40 | −20  | Descenso a Categoría Regional                            |
| 15   | Atlético Cordobés (D)          | 14   | 28 | 5  | 4 | 19 | 29 | 58 | −29  | Descenso a Categoría Regional                            |
| 16   | C. D. Ronda (D)                | 0    | 0  | 0  | 0 | 0  | 0  | 0  | 0    | Descenso a Categoría Regional                            |

 Fuente: Fútbol Regional
Notas:
1. ↑  El C. D. Ronda se retiró unilateralmente alegando injusticias arbitrales. Se anularon todos sus resultados.

### Grupo XII
| Pos. | Equipo                    | Pts. | PJ | G  | E  | P  | GF | GC | Dif. | Clasificación                                            |
| ---- | ------------------------- | ---- | -- | -- | -- | -- | -- | -- | ---- | -------------------------------------------------------- |
| 1    | Jerez Industrial C. F.    | 49   | 30 | 22 | 5  | 3  | 67 | 23 | +44  | Acceso a Promoción de ascenso para campeones de grupo    |
| 2    | Sevilla Atlético          | 47   | 30 | 21 | 5  | 4  | 88 | 27 | +61  | Acceso a Promoción de ascenso para subcampeones de grupo |
| 3    | Xerez C. D.               | 46   | 30 | 21 | 4  | 5  | 63 | 18 | +45  |                                                          |
| 4    | C. D. San Fernando        | 38   | 30 | 15 | 8  | 7  | 60 | 35 | +25  |                                                          |
| 5    | Atlético Onubense         | 33   | 30 | 12 | 9  | 9  | 37 | 31 | +6   |                                                          |
| 6    | Triana Balompié           | 30   | 30 | 9  | 12 | 9  | 37 | 39 | −2   |                                                          |
| 7    | Recreatovo Portuense      | 30   | 30 | 10 | 10 | 10 | 47 | 40 | +7   |                                                          |
| 8    | C. D. Utrera              | 27   | 30 | 11 | 5  | 14 | 44 | 56 | −12  |                                                          |
| 9    | Ayamonte C. F.            | 25   | 30 | 7  | 11 | 12 | 28 | 37 | −9   |                                                          |
| 10   | Atlético Sanluqueño C. F. | 25   | 30 | 8  | 9  | 13 | 37 | 48 | −11  |                                                          |
| 11   | Coria C. F.               | 24   | 30 | 10 | 4  | 16 | 40 | 65 | −25  |                                                          |
| 12   | C. D. Alcalá              | 24   | 30 | 10 | 4  | 16 | 36 | 55 | −19  |                                                          |
| 13   | Riotinto Balompié         | 24   | 30 | 9  | 6  | 15 | 36 | 63 | −27  |                                                          |
| 14   | Balón de Cádiz C. F.      | 22   | 30 | 9  | 4  | 17 | 26 | 48 | −22  |                                                          |
| 15   | Puerto Real C. F. (D)     | 19   | 30 | 6  | 7  | 17 | 33 | 67 | −34  | Descenso a Categoría Regional                            |
| 16   | C. D. Chiclanero (D)      | 13   | 30 | 6  | 5  | 19 | 33 | 60 | −27  | Descenso a Categoría Regional                            |

 Fuente: Fútbol Regional

### Grupo XIII
| Pos. | Equipo                              | Pts. | PJ | G  | E | P  | GF  | GC | Dif. | Clasificación                                            |
| ---- | ----------------------------------- | ---- | -- | -- | - | -- | --- | -- | ---- | -------------------------------------------------------- |
| 1    | S. D. Ponferradina                  | 52   | 30 | 23 | 6 | 1  | 104 | 24 | +80  | Acceso a Promoción de ascenso para campeones de grupo    |
| 2    | Cultural Leonesa                    | 51   | 30 | 23 | 5 | 2  | 90  | 18 | +72  | Acceso a Promoción de ascenso para subcampeones de grupo |
| 3    | U. D. Salamanca                     | 45   | 30 | 21 | 3 | 6  | 84  | 18 | +66  |                                                          |
| 4    | S. D. Hullera Vasco-Leonesa         | 33   | 30 | 14 | 5 | 11 | 57  | 48 | +9   |                                                          |
| 5    | Recreativo Europa Delicias          | 29   | 30 | 11 | 7 | 12 | 45  | 45 | 0    |                                                          |
| 6    | S. D. Gimnástica Medinense          | 28   | 30 | 12 | 4 | 14 | 40  | 70 | −30  |                                                          |
| 7    | La Bañeza C. F.                     | 28   | 30 | 13 | 2 | 15 | 42  | 85 | −43  |                                                          |
| 8    | Castilla C. F. de Palencia          | 27   | 30 | 11 | 5 | 14 | 43  | 59 | −16  |                                                          |
| 9    | C. D. Juventud del Círculo Católico | 27   | 30 | 10 | 7 | 13 | 50  | 46 | +4   |                                                          |
| 10   | Ciudad Rodrigo C. F.                | 26   | 30 | 12 | 2 | 16 | 61  | 62 | −1   |                                                          |
| 11   | C. D. Béjar Industrial              | 25   | 30 | 10 | 5 | 15 | 49  | 66 | −17  |                                                          |
| 12   | C. F. Júpiter Leonés                | 24   | 30 | 9  | 6 | 15 | 36  | 53 | −17  |                                                          |
| 13   | S. D. Gimnástica Arandina           | 23   | 30 | 10 | 3 | 17 | 46  | 69 | −23  |                                                          |
| 14   | Laciana C. F.                       | 23   | 30 | 7  | 9 | 14 | 44  | 70 | −26  |                                                          |
| 15   | S. D. Hulleras de Sabero (D)        | 22   | 30 | 8  | 6 | 16 | 37  | 58 | −21  | Descenso a Categoría Regional                            |
| 16   | C. D. Astorga (D)                   | 17   | 30 | 7  | 3 | 20 | 51  | 88 | −37  | Descenso a Categoría Regional                            |

 Fuente: Fútbol Regional

### Grupo XIV
| Pos. | Equipo                     | Pts. | PJ | G  | E  | P  | GF | GC | Dif. | Clasificación                                            |
| ---- | -------------------------- | ---- | -- | -- | -- | -- | -- | -- | ---- | -------------------------------------------------------- |
| 1    | A. D. Plus Ultra           | 42   | 28 | 17 | 8  | 3  | 65 | 16 | +49  | Acceso a Promoción de ascenso para campeones de grupo    |
| 2    | C. D. Colonia Moscardó     | 38   | 28 | 15 | 8  | 5  | 54 | 25 | +29  | Acceso a Promoción de ascenso para subcampeones de grupo |
| 3    | Talavera C. F.             | 38   | 28 | 16 | 6  | 6  | 44 | 21 | +23  |                                                          |
| 4    | S. D. Gimnástica Segoviana | 33   | 28 | 12 | 9  | 7  | 45 | 36 | +9   |                                                          |
| 5    | U. B. Conquense            | 31   | 28 | 11 | 9  | 8  | 44 | 44 | 0    |                                                          |
| 6    | Getafe Deportivo           | 30   | 28 | 10 | 10 | 8  | 50 | 42 | +8   |                                                          |
| 7    | R. S. D. Alcalá            | 29   | 28 | 11 | 7  | 10 | 54 | 60 | −6   |                                                          |
| 8    | S. R. Boetticher y Navarro | 27   | 28 | 10 | 7  | 11 | 34 | 33 | +1   |                                                          |
| 9    | C. D. Femsa                | 27   | 28 | 8  | 11 | 9  | 45 | 55 | −10  |                                                          |
| 10   | C. D. Toledo               | 26   | 28 | 10 | 6  | 12 | 42 | 45 | −3   |                                                          |
| 11   | Aranjuez C. F.             | 24   | 28 | 8  | 8  | 12 | 36 | 42 | −6   |                                                          |
| 12   | Ávila C. F.                | 22   | 28 | 7  | 8  | 13 | 36 | 56 | −20  |                                                          |
| 13   | C. D. Carabanchel          | 20   | 28 | 7  | 6  | 15 | 35 | 48 | −13  |                                                          |
| 14   | U. D. Santa Bárbara        | 18   | 28 | 5  | 8  | 15 | 26 | 61 | −35  |                                                          |
| 15   | C. D. Torrijos             | 13   | 28 | 3  | 9  | 16 | 25 | 51 | −26  |                                                          |

 Fuente: Fútbol Regional

### Grupo XV
| Pos. | Equipo                  | Pts. | PJ | G  | E | P  | GF | GC | Dif. | Clasificación                                            |
| ---- | ----------------------- | ---- | -- | -- | - | -- | -- | -- | ---- | -------------------------------------------------------- |
| 1    | C. F. Extremadura       | 44   | 28 | 19 | 6 | 3  | 83 | 24 | +59  | Acceso a Promoción de ascenso para campeones de grupo    |
| 2    | C. D. Díter Zafra       | 40   | 28 | 17 | 6 | 5  | 60 | 25 | +35  | Acceso a Promoción de ascenso para subcampeones de grupo |
| 3    | C. D. Manchego          | 39   | 28 | 17 | 5 | 6  | 52 | 23 | +29  |                                                          |
| 4    | C. D. Cacereño          | 38   | 28 | 16 | 6 | 6  | 51 | 31 | +20  |                                                          |
| 5    | Tomelloso C. F.         | 36   | 28 | 16 | 4 | 8  | 45 | 35 | +10  |                                                          |
| 6    | C. D. Villarrobledo     | 32   | 28 | 12 | 8 | 8  | 30 | 29 | +1   |                                                          |
| 7    | C. D. Don Benito        | 30   | 28 | 11 | 8 | 9  | 40 | 36 | +4   |                                                          |
| 8    | Madrileño C. F.         | 27   | 28 | 9  | 9 | 10 | 42 | 51 | −9   |                                                          |
| 9    | S. D. Emeritense        | 25   | 28 | 10 | 5 | 13 | 41 | 46 | −5   |                                                          |
| 10   | C. D. Bolañego          | 23   | 28 | 9  | 5 | 14 | 30 | 50 | −20  |                                                          |
| 11   | C. D. Plasencia         | 22   | 28 | 8  | 6 | 14 | 42 | 48 | −6   |                                                          |
| 12   | U. D. Socuéllamos C. F. | 21   | 28 | 10 | 1 | 17 | 36 | 53 | −17  |                                                          |
| 13   | Pedro Muñoz C. F.       | 20   | 28 | 6  | 8 | 14 | 30 | 47 | −17  |                                                          |
| 14   | C. D. Pastas Gallo (D)  | 13   | 28 | 4  | 5 | 19 | 20 | 62 | −42  | Descenso a Categoría Regional                            |
| 15   | Alcázar C. F.           | 8    | 28 | 2  | 6 | 20 | 20 | 62 | −42  |                                                          |

 Fuente: Fútbol Regional
Notas:
1. ↑  Para la siguiente temporada la S. D. Emeritense cambió su nombre a Mérida Industrial C. F.
2. ↑  El C. D. Pastas Gallo renunció a su plaza para la siguiente temporada.

## Fase y Promoción de ascenso a Segunda División

### Equipos clasificados
Los siguientes equipos se clasificaron para la Fase (en verde) y para la Promoción (en amarillo) de ascenso a Segunda División:
En negrita se indican los equipos que ascendieron a Segunda División.
| Grupo I        | Grupo II          | Grupo III                    | Grupo IV       | Grupo V                    |
| -------------- | ----------------- | ---------------------------- | -------------- | -------------------------- |
| 1º Club Ferrol | 1º CD Praviano    | 1º Gimnástica de Torrelavega | 1º CD Logroñés | 1º CD Numancia             |
| 2º CD Orense   | 2º Real Avilés CF | 2º SD Rayo Cantabria         | 2º SD Eibar    | 2º CD Calvo Sotelo Andorra |

| Grupo VI-VII               | Grupo VI-VII  | Grupo VIII              | Grupo IX         | Grupo X         |
| -------------------------- | ------------- | ----------------------- | ---------------- | --------------- |
| 1º Gimnástico de Tarragona | 2º UD Sans    | 1º UD Mahón             | 1º CD Castellón  | 1º CD Eldense   |
| 3º UD Olot                 | 4º CD Tarrasa | 2º CD Atlético Baleares | 2º Onteniente CF | 2º CD Cartagena |

| Grupo XI             | Grupo XII              | Grupo XIII          | Grupo XIV              | Grupo XV          |
| -------------------- | ---------------------- | ------------------- | ---------------------- | ----------------- |
| 1º RB Linense        | 1º Jerez Industrial CF | 1º SD Ponferradina  | 1º AD Plus Ultra       | 1º CF Extremadura |
| 2º Atlético Marbella | 2º Sevilla Atlético    | 2º Cultural Leonesa | 2º CD Colonia Moscardó | 2º CD Díter Zafra |

|  | Clasificado para la Promoción de campeones de grupo ( si obtuvo el ascenso)                          |
|  | Clasificado para la Promoción de subcampeones de grupo y de segunda división ( si obtuvo el ascenso) |

### Equipos ascendidos
Los siguientes equipos ascendieron a Segunda División:
| - Club Deportivo Castellón | - Club Ferrol | - Real Sociedad Gimnástica de Torrelavega | - Club Deportivo Logroñés |